# Diego de Guevara
Don Diego de Guevara (v. 1450-1520) est un courtisan et ambassadeur espagnol qui a servi quatre, peut-être cinq, ducs de Bourgogne successifs, couvrant les dynasties des Valois et des Habsbourg, principalement aux Pays-Bas. Il est également un important collectionneur d'art.